# Iglesia de San Jorge (Santa Cruz de Tenerife)
La iglesia de San Jorge se encuentra ubicada en el barrio de Los Hoteles, junto a la plaza de 25 de Julio y haciendo esquina con la calle Viera Clavijo, en Santa Cruz de Tenerife (Canarias, España).

## Historia
Fue construida en 1897 y en sus inicios fue una iglesia anglicana. El diseño para el nuevo edificio devino del arquitecto Walter I. Wood, quien había creado también los planos para la construcción de la Iglesia Anglicana del Puerto de la Cruz (la Iglesia de Todos los Santos, que aún sigue siendo un templo anglicano).
El 22 de junio de 1897, el día del 60 Jubileo de la reina Victoria de Inglaterra, la primera piedra de la Iglesia de San Jorge se colocó en un solar de la actual plaza de 25 de Julio. La finalización y consagración tuvo lugar en marzo de 1914.
En 1989, el número de miembros de la Iglesia de Inglaterra en Santa Cruz de Tenerife había disminuido hasta tal punto que la iglesia fue cerrada por falta de fieles. Más tarde, el templo fue vendido a la Diócesis de San Cristóbal de La Laguna (la diócesis católica de la isla). Después de una renovación y de ajustes menores, la Iglesia de San Jorge fue consagrada como templo católico el 23 de septiembre de 1993 por el obispo Felipe Fernández García.

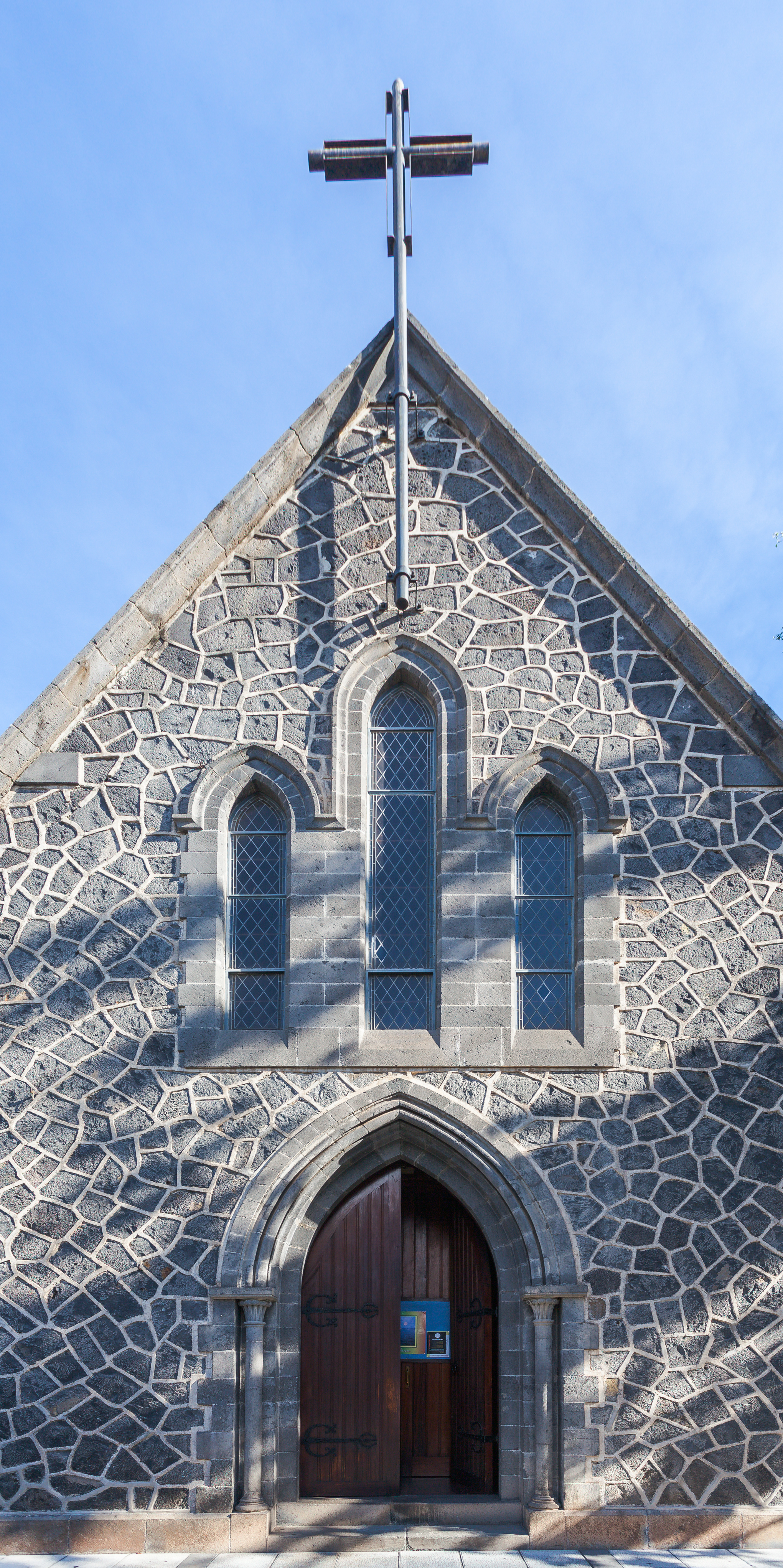
Detalle de la fachada de la iglesia.

En la víspera del 25 de julio de 1997, se celebró un servicio ecuménico en memoria de los muertos de la Gesta del 25 de julio de 1797. En esta celebración estuvieron presentes obispos anglicanos y sacerdotes católicos.
El culto en este templo está actualmente dedicado a la adoración del Santísimo Sacramento.

## Características
Esta iglesia que está rodeada de un espacio ajardinado tiene una planta en cruz latina, y presenta la nave y los arcos de diafragma en madera. En el interior se emplea mucha madera, tanto en el revestimiento de los techos como en la zocalada de las paredes. Tiene, además, bonitas vidrieras emplomadas cubriendo los ventanales ojivales.